# Gomphrena conica
Gomphrena conica là loài thực vật có hoa thuộc họ Dền. Loài này được (R.Br.) Spreng. mô tả khoa học đầu tiên năm 1824.